# فيدران زرنيتش
فيدران زرنيتش (بالكرواتية: Vedran Zrnić) مواليد 26 سبتمبر 1979 في زغرب، جمهورية يوغوسلافيا الاشتراكية الاتحادية، هو لاعب كرة يد كرواتي يلعب كجناح أيمن. شارك في دورة الألعاب الأولمبية الصيفية سنة 2004.

## المسيرة الاحترافية
لعب مع نادي جورينيه فيلينيه لكرة اليد في الدوري السلوفيني من سنة 2004 إلى 2006، ثم لعب مع نادي غومرسباخ لكرة اليد في الدوري الألماني من سنة 2006 إلى 2013، ثم لعب مع نادي بشكتاش لكرة اليد في الدوري التركي في موسم 2014-2015.

## الإنجازات
- الدوري الكرواتي لكرة اليد (5): 1996-97، 1997-98، 1998-99، 1999-00، 2000-01
- دوري أبطال أوروبا لكرة اليد الوصافة (3): 1997، 1998، 1999
- الدوري السلوفيني لكرة اليد (1): 2001-02
- الدوري السلوفيني لكرة اليد الوصافة (1): 2004-05
- كأس أبطال الكؤوس الأوروبية لكرة اليد (1): 2010، 2011
- كأس أوروبا لكرة اليد (1): 2009

## روابط خارجية
- فيدران زرنيتش على موقع الاتحاد الأوروبي لكرة اليد (الإنجليزية)
- فيدران زرنيتش على موقع اللجنة الأولمبية الدولية (الإنجليزية)
- فيدران زرنيتش على موقع أوليمبيديا (الإنجليزية)
- فيدران زرنيتش على موقع اللجنة الأولمبية الكرواتية (مؤرشف) (الكرواتية)